# 李孝春
李孝春（韓語：이효춘，1950年2月16日—），韓國女演員。

## 演出作品

### 電視劇
- 1990年：KBS《你還在做夢》
- 1996年：MBC《路上的女人》
- 2001年：MBC《那女人的家》
- 2002年：MBC《自從遇見你》
- 2002年：KBS《冬季戀歌》飾演 翔赫的媽媽
- 2004年：SBS《王的女人》飾演 懿仁王后
- 2004年：KBS《我的寶貝子女》飾演 李善慈
- 2004年：MBC《英雄時代》飾演 玄英順
- 2005年：SBS《那夏天的颱風》飾演 姜正玉[1]
- 2005年：MBC《英宰的全盛時代》飾演 金順占
- 2006年：KBS《那女人的選擇》飾演 池順子
- 2006年：KBS《家有七公主》飾演 羅雪七母親
- 2007年：MBC《壞女人好女人》飾演 宋健宇母親
- 2007年：MBC《那樣也喜歡》飾演 羅貞姬
- 2009年：MBC《給我飯》飾演 朴順子
- 2009年：KBS《不像三兄弟》飾演 全珂泛
- 2010年：MBC《欲望的火花》飾演 姜金花
- 2011年：MBC《你真漂亮》飾演 金順伊
- 2011年：SBS《要帥氣的生活》飾演 莫成愛
- 2012年：MBN《可疑的家族》飾演 王喜英
- 2012年：MBC《彷彿愛過》飾演 秦愛英
- 2013年：SBS《張玉貞，為愛而生》飾演 莊烈王后
- 2014年：MBC《全都是泡菜》飾演 羅恩姬
- 2014年：KBS《我的愛屬於你》飾演 池秀娟／池吉子
- 2016年：MBC《好人》飾演 車玉心／邊春子
- 2021年：TV朝鮮《結婚作詞，離婚作曲》飾演 牟徐嚮

### 電影
- 1974年：《連火》
- 1974年：《連火2》
- 1974年：《이중섭》
- 1975年：《내시의아내》
- 2008年：《我的do re mi男孩》